# (3498) Belton
(3498) Belton es un asteroide perteneciente al cinturón de asteroides, descubierto el 1 de marzo de 1981 por Schelte John Bus desde el Observatorio de Siding Spring, Nueva Gales del Sur, Australia.

## Designación y nombre
Designado provisionalmente como 1981 EG14. Fue nombrado Belton en homenaje al astrónomo anglo-estadounidense Michael James Scott Belton.